# ライフサインズ
ライフサインズ（Lifesigns）は、イギリスのプログレッシブ・ロック・バンド。

## 略歴
2008年、イギリス・リヴァプール出身のミュージシャン、ジョン・ヤングがライフサインズの構想を発案し、サウンド・エンジニアでプロデューサーのスティーヴ・リスピンとともにアルバム制作に向けての基礎作りを行う。2010年には、ジョン・ヤングの長年の友人だったニック・ベッグス（ベース、スティック）と、元カッティング・クルーのマーティン・"フロスティ"・ビードル（ドラム）が加わり、最初のラインナップが完成した。
2013年2月、デビュー・アルバムとなるセルフタイトルの『LIFESIGNS』をリリース。

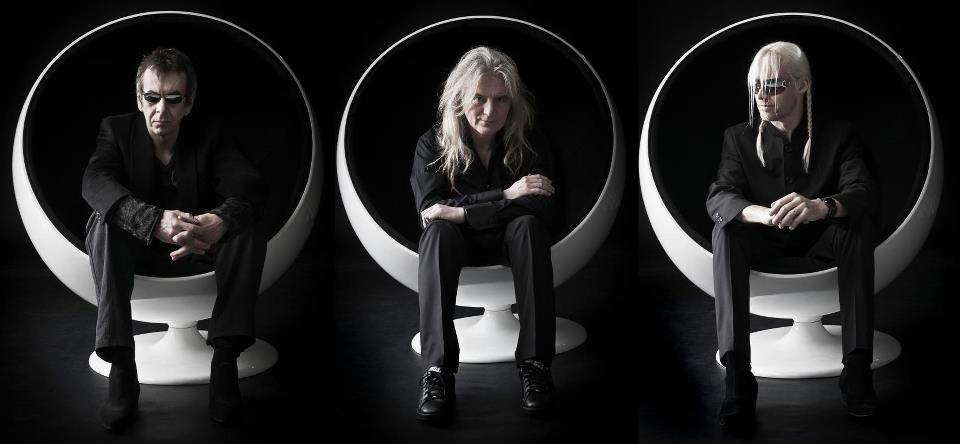
デビュー時のプロモーション写真。左から、マーティン・"フロスティ"・ビードル、ジョン・ヤング、ニック・ベッグス

英PROG誌の「Prog Music Award 2013」において「Breakthrough Artist」にノミネートされたが、惜しくも受賞は逃した。
2014年初頭からライブ活動を開始。ニック・ベッグスはスティーヴ・ハケットとのツアー等で多忙となったためバンドを離れ、代わりにジョン・プールがベース担当で加入した。また、新たにギター担当としてニコ・ツォネヴが加入。このラインナップで、ヨーロッパ各地で数多くのライヴ演奏を行い、イエス主賓のプログレ・クルーズ「Cruise To The Edge」には2014年・2015年の2年連続で参加している。
2014年秋、ライフサインズはライブDVDの制作を発表。クラウドファンディング（PledgeMusic）による制作資金の募集を成功させ、2015年1月、ロンドンのUnder The Bridgeという会場で2日間にわたり収録ライヴを行った。約9ヶ月の制作期間を経て、10月に『Live In London - Under The Bridge』をリリースした。

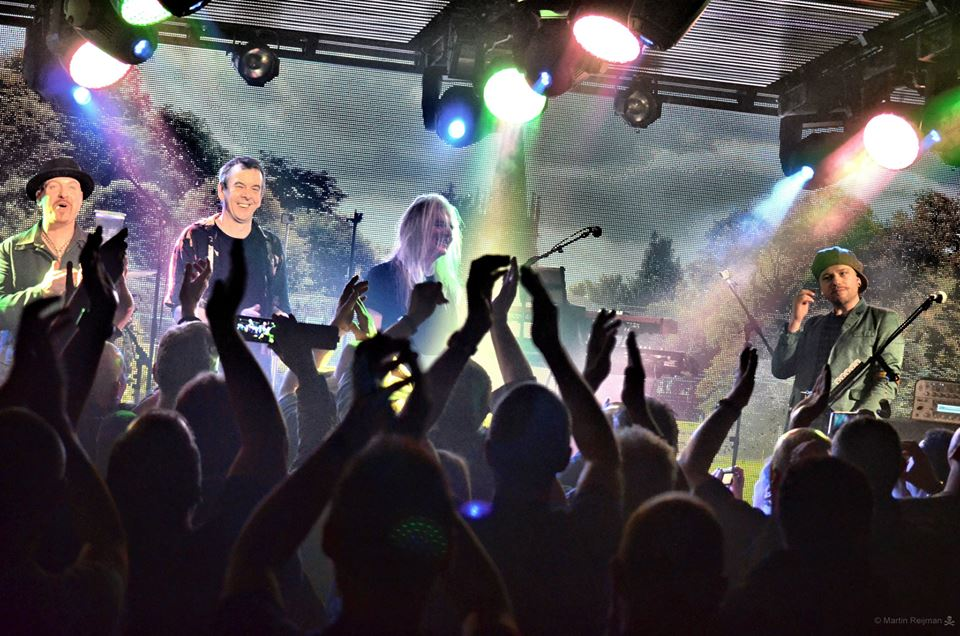
DVD収録ライブ後のバンド。左から、ジョン・プール、マーティン・"フロスティ"・ビードル、ジョン・ヤング、ニコ・ツォネヴ

英PROG誌の「2015年読者投票」でライフサインズは「バンド・オヴ・ザ・イヤー」第7位に選ばれている。
2016年8月、ギターのニコ・ツォネヴが、他の参加プロジェクトに専念するためにライフサインズを脱退したことが発表された。同年9月に、セカンド・スタジオ・アルバム『Cardington』のレコーディングにおけるギター担当として、ロビン・ボールト（デビュー・アルバムにも参加）、メノ・グーチェス（Menno Gootjes/Focus）、デイヴ・ベインブリッジ（Dave Bainbridge/Iona）の3名の参加が発表されている。
2017年2月には、2018年2月に開催予定の「Cruise To The Edge 2018」への参加が発表された(通算3回目)。
同年9月、セカンド・スタジオアルバム『Cardington』をリリース。

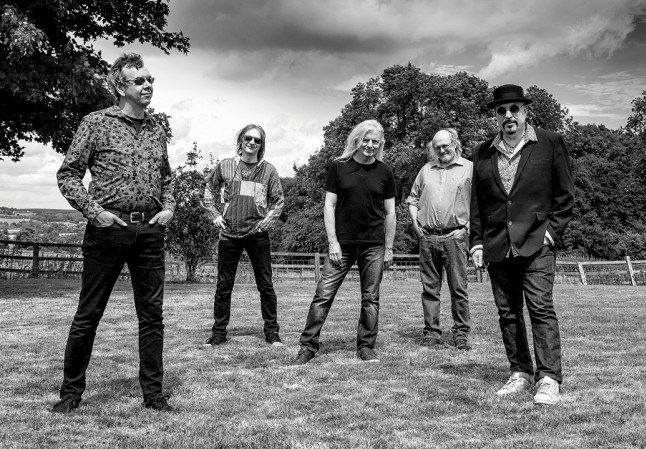
ライフサインズ 2017年

2018年には、2月の「Cruise To The Edge」での演奏およびイギリス内でいくつかライブを行っている。また、2019年3月、4月のヨーロッパでのライブ日程も決まっている。
2020年6月、マーティン・"フロスティ"・ビードル（ドラム）がグループ脱退を表明。ライフサインズは後任としてZoltán Csörsz (元The Flower Kings、Karmakanic) の加入を発表した。
2021年2月1日、サード・スタジオアルバム『Altitude』をリリース。クラウドファンディングでの予約注文者を対象に、先行してダウンロード版が提供されている。公式の発売日は3月8日。

## メンバー

### 現在のメンバー
- ジョン・ヤング (John Young) - キーボード、リード・ボーカル
- ジョン・プール (Jon Poole) - ベース、ボーカル
- Zoltán Csörsz - ドラム、パーカッション
- デイヴ・ベインブリッジ (Dave Bainbridge) - ギター、キーボード
- スティーヴ・リスピン (Steve Rispin) - 音響、プロデュース

### 旧メンバー
- ニック・ベッグス (Nick Beggs) - ベース、スティック、ボーカル (2010年-2013年)
- ニコ・ツォネヴ (Niko Tsonev) - ギター、ボーカル (2014年-2016年)
- マーティン・"フロスティ"・ビードル (Martin "Frosty" Beedle) - ドラム、パーカッション、ボーカル（2010年-2020年）

### ゲスト・ミュージシャン
デビュー・アルバムにゲストとして参加したミュージシャン
- スティーヴ・ハケット (Steve Hackett) - ギター ※元ジェネシス
- ジャッコ・ジャクジク (Jakko Jakszyk) - ギター ※キング・クリムゾン
- タイス・ファン・レール (Thijs Van Leer) - フルート ※フォーカス
- ロビン・ボールト (Robin Boult) - ギター ※フィッシュ・バンド

## ディスコグラフィ

### スタジオ・アルバム
- Lifesigns (2013年)
- Cardington (2017年)
- Altitude （2021年）

### ライブ・アルバム
- Live In London - Under The Bridge (2015年) ※CD、DVD

### シングル
- "Telephone" (2013年) ※デジタル・ダウンロードのみ